# آماندا ویلسون

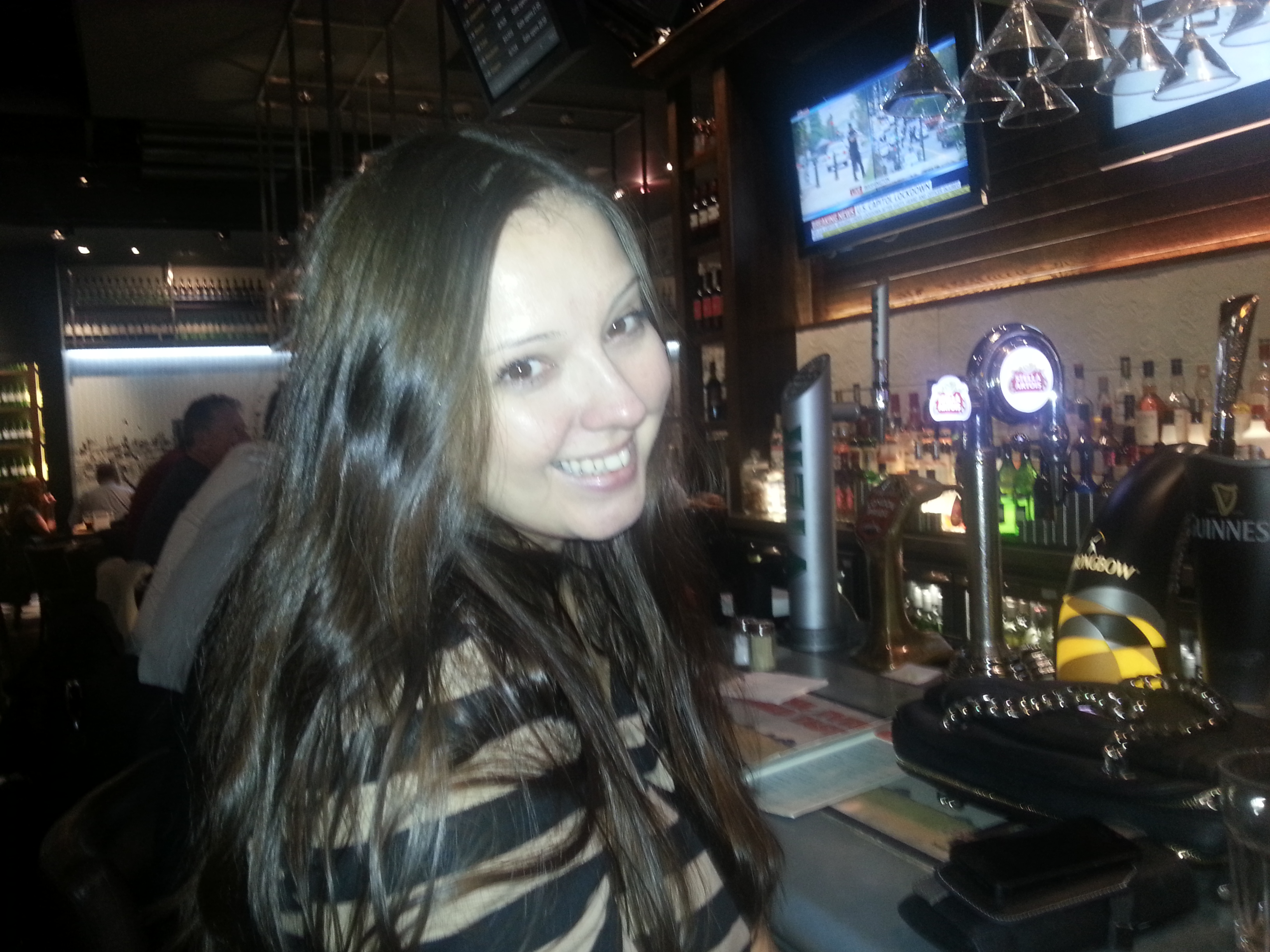
آماندا ویلسون خواننده

آماندا ویلسون، (به انگلیسی: Amanda Wilson) خواننده بریتانیایی سبک موسیقی هاوس که در ۱۳ آوریل ۱۹۸۰ میلادی، متولد شده‌است، در تابستان ۲۰۱۱ میلادی، آهنگ شما و من را به همراه رمی و کالوی، اجرا کرد. از وی، آهنگهایی چون: زمانی که عاشق بودیم (در نیمه‌نهایی مسابقه بزرگ آهنگ بریتانیا در سال ۱۹۹۸ میلادی) و انتقام دیسکو، مورد توجه واقع شده‌اند. برخی، آواز او را به ماریا کری تشبیه کرده‌اند.